# Cervejaria

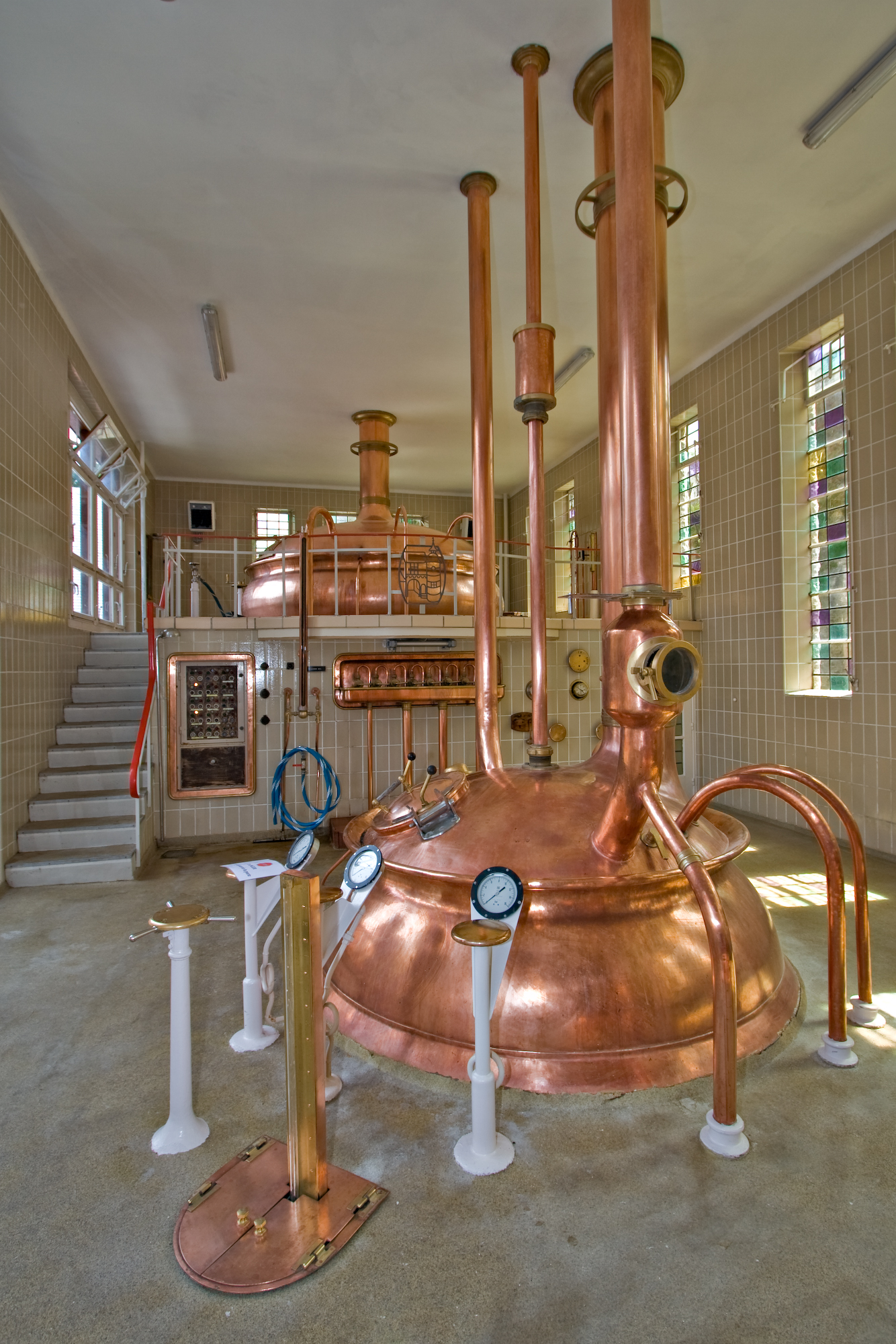
Chaleiras em uma moderna cervejaria trapista

Uma empresa cervejeira ou cervejaria é uma empresa que fabrica e vende cerveja. A fabricação comercial de cerveja ocorre desde pelo menos 2500 a.C.; na antiga Mesopotâmia, os cervejeiros obtiveram sanção social e proteção divina da deusa Ninkasi. A fabricação de cerveja era inicialmente uma indústria caseira, com produção em casa; no século IX, mosteiros e fazendas produziriam cerveja em maior escala, vendendo o excesso; e nos séculos XI e XII estavam sendo construídas cervejarias dedicadas e maiores, com oito a dez trabalhadores.

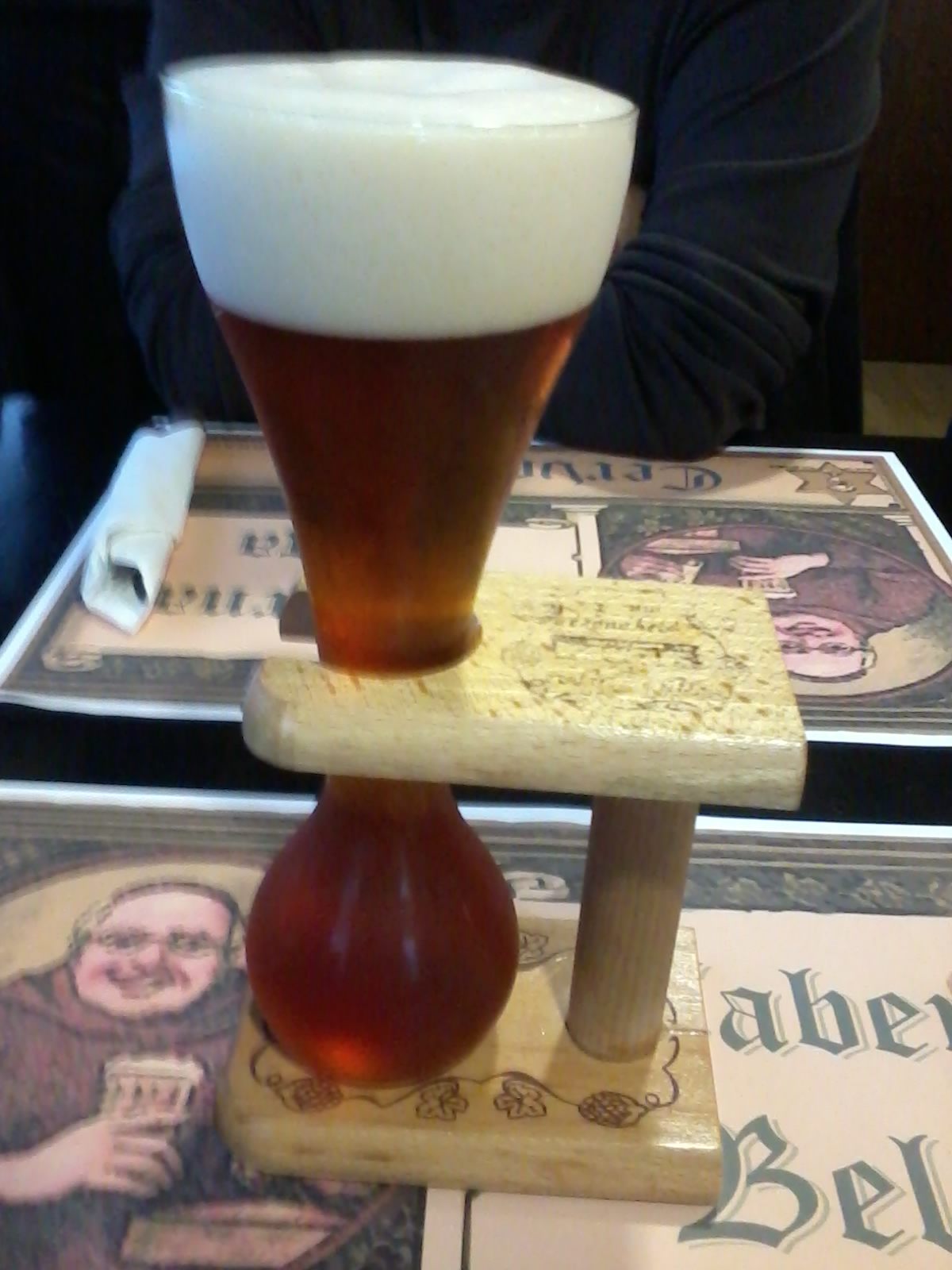
Cerveja Belga, em copo típico

A diversidade de tamanho nas cervejarias é acompanhada pela diversidade de processos, graus de automação e tipos de cerveja produzidos nas cervejarias. Uma cervejaria é normalmente dividida em seções distintas, com cada seção reservada para uma parte do processo de fabricação de cerveja.

## No Brasil

### Mercado de cerveja brasileiro
O consumo de cerveja no Brasil apresentou crescimento praticamente constante na década de 1985 a 1995, com exceção do ano de 1992, ano no qual o poder de compra da população foi fortemente comprimido em função das quedas consecutivas de renda per capita brasileira nos anos de 1990, 91 e 92 e, fundamentalmente, pela implementação do Plano Collor, o qual confiscou a poupança de milhares de brasileiros, diminuindo assim a liquidez do mercado.
| Evolução do Consumo Nacional |         |        |          |        |
| ANO                          | TOTAL   | VAR. % | PERCAPTA | VAR. % |
| ANO                          | mi (hL) | VAR. % | L / ano  | VAR. % |
| 1985                         | 30,20   | -      | 22,3     | -      |
| 1986                         | 43,80   | 45,0   | 31,6     | 41,7   |
| 1987                         | 47,50   | 8,4    | 33,6     | 6,3    |
| 1988                         | 48,00   | 1,1    | 32,4     | -3,6   |
| 1989                         | 52,80   | 10,0   | 35,7     | 10,2   |
| 1990                         | 54,50   | 3,2    | 36,1     | 1,1    |
| 1991                         | 58,00   | 6,4    | 39,5     | 9,4    |
| 1992                         | 47,70   | -17,8  | 32,0     | -19,0  |
| 1993                         | 50,90   | 6,7    | 33,6     | 5,0    |
| 1994                         | 65,00   | 27,7   | 42,3     | 25,9   |
| 1995                         | 80,00   | 23,1   | 51,3     | 21,3   |
| 1996                         | 80,00   | 0,0    | 50,6     | -1,4   |
| 1997                         | 81,70   | 2,1    | 51,2     | 1,2    |
| 1998                         | 81,60   | -0,1   | 50,4     | -1,6   |
| 1999                         | 78,80   | -3,4   | 48,1     | -4,6   |
| 2000                         | 82,30   | 4,4    | 49,5     | 2,9    |
| 2001                         | 84,50   | 2,7    | 49,0     | -1,0   |
| 2002                         | 84,10   | -0,5   | 48,2     | -1,6   |
| 2003                         | 82,20   | -2,3   | 46,5     | -3,5   |
| 2004                         | 84,70   | 3,0    | 46,6     | 0,2    |
| 2005                         | 90,20   | 6,5    | 49,0     | 5,2    |
| Jan-mai/06                   | 42,46   | 7,3    | -        | -      |

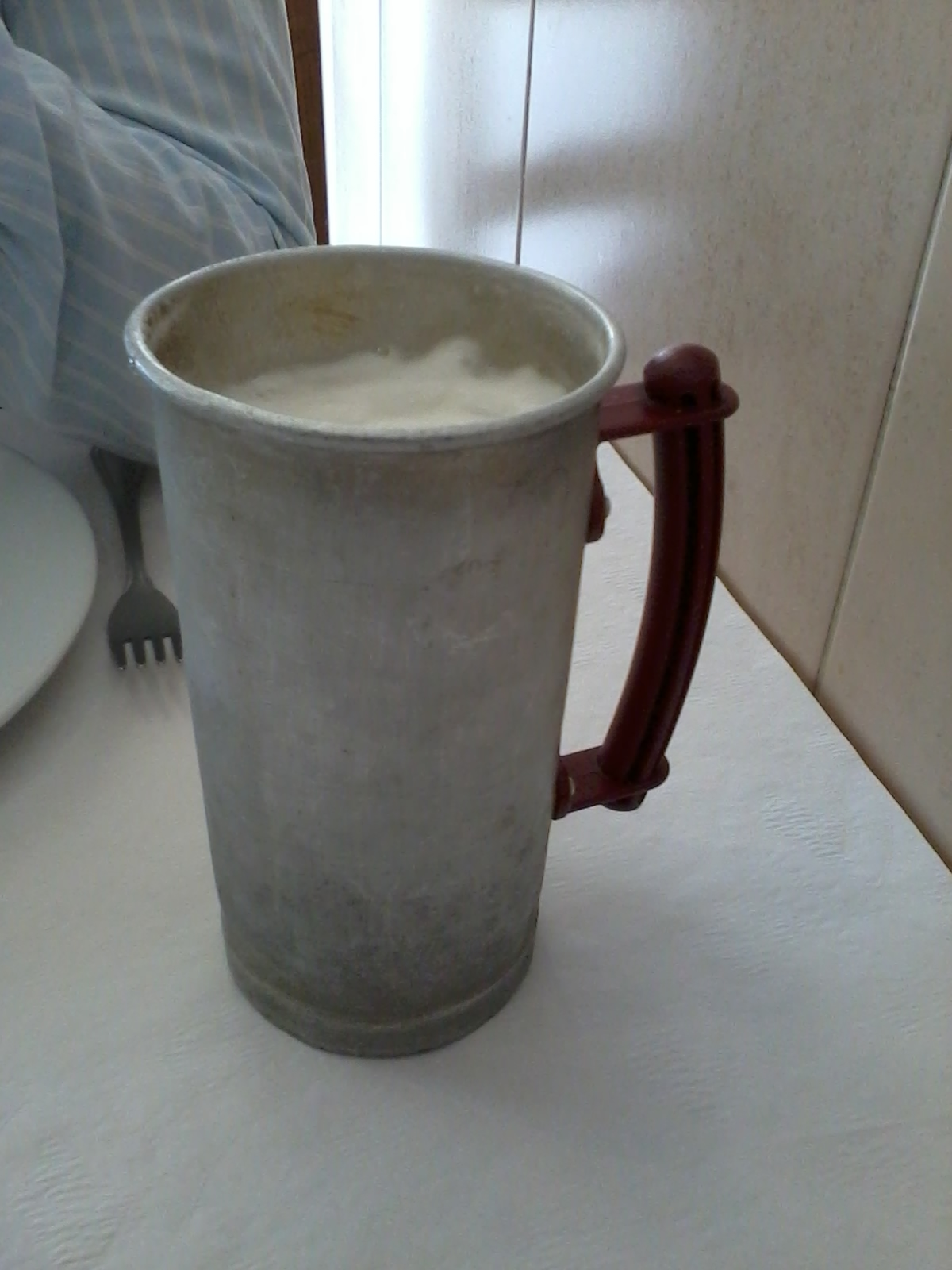
Cerveja em copo de metal

Com o Plano Real em 1994 e o consequente aumento de poder de compra da população, a demanda por cerveja reagiu, pois incorporou novos consumidores, principalmente do tradicional mercado de aguardente. A produção retomou a trajetória de crescimento atingindo 80 milhões de hectolitros (8 bilhões de litros) e consumo per capita recorde de 50litros/ano em 1995.
Após este boom, a década seguinte (1995 a 2005), no entanto, não apresentou o mesmo bom desempenho. Com níveis de consumo praticamente estagnados, a variação do consumo entre 1995 e 2004 foi de apenas 6%, tendo subido de 80 para 85 milhões de hl e o consumo per capita estacionado em torno dos 50 litros/ano.

### Dados sobre o mercado

#### Participação de mercado
| Participação de Mercado % |      |      |      |      |      |      |      |      |
| Ano                       | 1992 | 1993 | 1994 | 1995 | 2002 | 2003 | 2004 | 2005 |
| Mercado (MI HL)           | 47,7 | 50,9 | 65,0 | 80,0 | 84,1 | 82,2 | 84,7 | 90,0 |
| AMBEV                     | 85,5 | 81,7 | 80,3 | 78,5 | 68,4 | 67,2 | 66,2 | 68,3 |
| Brahma                    | 37,4 | 35,2 | 33,3 | 31,4 | 21,8 | 20,9 | 19,8 | 20,4 |
| Skol                      | 14,1 | 15,0 | 16,8 | 15,2 | 32,3 | 32,8 | 31,6 | 32,6 |
| Antarctica                | 34,0 | 31,5 | 30,2 | 31,9 | 14,3 | 11,6 | 13,0 | 13,6 |
| Bohemia                   | n.i. | n.i. | n.i. | n.i. | n.i. | 1,9  | 1,8  | 1,7  |
| KAISER                    | 11,5 | 13,6 | 13,9 | 14,6 | 15,4 | 13,3 | 10,9 | 8,9  |
| SCHINCARIOL               | 2,1  | 3,8  | 4,7  | 5,4  | 9,6  | 11,1 | 13,1 | 12,6 |
| OUTRAS MARCAS             | 0,9  | 0,9  | 1,1  | 1,5  | 6,7  | 8,4  | 9,8  | 10,2 |
| Petrópolis                | n.i. | n.i. | n.i. | n.i. | n.i. | n.i. | 3,6  | 5,2  |
| Cintra                    | n.i. | n.i. | n.i. | n.i. | 1,6  | 1,7  | 1,6  | 1,4  |
| Outras Marcas             | n.i. | n.i. | n.i. | n.i. | 5,1  | 6,8  | 4,6  | 3,6  |

Atualmente o mercado nacional vem sofrendo um processo de diversificação muito grande. Grandes empresas vêm trazendo para o país cervejas importadas, e pequenas cervejarias começam a aparecer em diversos pontos do país.
No início da década passada, o mercado estava praticamente dividido em três grandes empresas, onde somente a Ambev correspondia a aproximadamente 78% (ano de 1995) do mercado nacional, e as pequenas cervejarias correspondiam a somente 1,5% (ano de 1995). Hoje se percebe que estes valores estão mudando como pode ser observado na tabela acima.

#### Tributação
A comparação da elevada carga tributária que incide sobre a cerveja nacional com os impostos cobrados em outros países indica que, mesmo nos países nos quais há maior poder aquisitivo, a carga tributária é mais justa, impondo menores custos aos produtores, permitindo que seus produtos sejam mais competitivos nos mercados nacionais e internacionais.

### Cervejarias artesanais
Nesta década vem ocorrendo no Brasil um processo semelhante ao que ocorreu na década de 1980 nos Estados Unidos, quando Microcervejarias no Brasil apostaram na produção de cervejas de alta qualidade, vendidas a preço acima da média do mercado. Em geral, este tipo de cerveja é produzido com matéria-prima de alta qualidade e possui um acompanhamento mais direto no processo, sendo estas as diferenças entre um processo industrial, já que em uma cervejaria com processo em larga escala o acompanhamento normalmente é automatizado.
Em 2017, o mercado de cerveja artesanal ultrapassou as 300 microcervejarias. Diversos livros sobre o tema foram publicados a respeito de forma a interagir o mercado consumidor à cultura cervejeira nacional. Entre os livros merecem destaque "Brasil Beer - O Guia de Cervejas Brasileiras", de Henrique Oliveira e Hélcio Drumond e as "Cem melhores cervejas brasileiras" de Maurício Beltramelli.

### Cervejarias do Brasil
- Ambev
- Asgard Cervejaria
- Babel
- Bierhoff cervejas gourmet
- Bierland
- Cerpa
- Cervejaria Belco
- Cervejaria BodeBrown
- Cervejaria Canoinhense
- Cervejaria Cintra
- Cervejaria Colônia
- Cervejaria Conti
- Cervejaria Independência
- Cervejaria Klein
- Cervejaria Krill
- Cervejaria Malta
- Cervejaria Pagan
- Cervejaria Petrópolis
- Cervejaria Premium
- Cervejaria Serramalte
- Cervejaria Wäls
- Cerveja Rio Carioca
- Companhia Brasileira de Bebidas Premium
- Don Gentilis Cervejaria
- Eisenbahn
- FEMSA
- Gauden Bier
- Lohn Bier
- Morada cia etílica
- Schincariol
- Cervejaria Wave Beer
- Way Beer
- Wensky Beer